# Marie Dressler
Marie Dressler (n. 9 noiembrie 1868, Cobourg⁠(d), Ontario, Canada – d. 28 iulie 1934, Santa Barbara, California, SUA) a fost o actriță canadiană de teatru și film laureată cu premiul Oscar. A jucat pe Broadway în numeroase spectacole de vodevil.

## Filmografie
| An   | Titlu                             | Rol                            | Note                                          |
| ---- | --------------------------------- | ------------------------------ | --------------------------------------------- |
| 1909 | Marie Dressler                    | Rolul ei                       | Scurtmetraj                                   |
| 1910 | Actors' Fund Field Day            | Rolul ei                       | Scurtmetraj                                   |
| 1914 | Tillie's Punctured Romance        | Tillie Banks, Country Girl     |                                               |
| 1915 | Tillie's Tomato Surprise          | Tillie Banks                   |                                               |
| 1917 | Fired                             | –                              | Scurtmetraj Scenaristă, regizor               |
| 1917 | The Scrub Lady                    | Tillie                         |                                               |
| 1917 | Tillie Wakes Up                   | Tillie Tinkelpaw               |                                               |
| 1918 | The Red Cross Nurse               | –                              |                                               |
| 1918 | The Agonies of Agnes              | –                              | Producătoare și scenaristă                    |
| 1927 | The Joy Girl                      | Mrs. Heath                     |                                               |
| 1927 | The Callahans and the Murphys     | Mrs. Callahan                  |                                               |
| 1927 | Breakfast at Sunrise              | Queen                          |                                               |
| 1928 | The Patsy                         | Ma Harrington                  |                                               |
| 1928 | Bringing Up Father                | Annie Moore                    |                                               |
| 1929 | Voice of Hollywood                | Rolul ei                       | Nemenționată                                  |
| 1929 | The Vagabond Lover                | Mrs. Ethel Bertha Whitehall    |                                               |
| 1929 | Dangerous Females                 | Sarah Bascom                   |                                               |
| 1929 | Hollywood Revue of 1929           | Rolul ei                       |                                               |
| 1929 | The Divine Lady                   | Mrs. Hart                      |                                               |
| 1930 | The Voice of Hollywood No. 14     | Rolul ei                       | Nemenționată                                  |
| 1930 | Screen Snapshots Series 9, No. 14 | Rolul ei, ca Premiere          |                                               |
| 1930 | The March of Time                 | Rolul ei, Secvența "Old Timer" | Film neterminat, nelansat                     |
| 1930 | Anna Christie                     | Marthy Owens                   |                                               |
| 1930 | Derelict                          | –                              |                                               |
| 1930 | Let Us Be Gay                     | Mrs. 'Bouccy' Bouccicault      |                                               |
| 1930 | Caught Short                      | Marie Jones                    |                                               |
| 1930 | One Romantic Night                | Princess Beatrice              |                                               |
| 1930 | The Girl Said No                  | Hettie Brown                   |                                               |
| 1930 | Chasing Rainbows                  | Bonnie                         |                                               |
| 1930 | Min and Bill                      | Min Divot, Innkeeper           | Won- Academy Award for Best Actress           |
| 1931 | Jackie Cooper's Birthday Party    | Herself                        |                                               |
| 1931 | Politics                          | Hattie Burns                   |                                               |
| 1931 | Reducing                          | Marie Truffle                  |                                               |
| 1932 | Prosperity                        | Maggie Warren                  |                                               |
| 1932 | Emma                              | Emma Thatcher Smith            | Nominalizare - Academy Award for Best Actress |
| 1933 | Going Hollywood                   | Rolul ei, Premiere Clip        | Nemenționată                                  |
| 1933 | Dinner at Eight                   | Carlotta Vance                 |                                               |
| 1933 | Tugboat Annie                     | Annie Brennan                  |                                               |
| 1933 | Christopher Bean                  | Abby                           | Ultimul rol de film                           |